# ブラックプール
ブラックプール（英語: Blackpool）は、イングランド北西部、アイリッシュ海に面するランカシャー（典礼カウンティ）に属する単一自治体であり、タウンおよびバラの地位を有する。イギリス最大の保養地として有名である。

## 概要
19世紀半ばから鉄道の開通により、観光客が多く訪れるようになった。その後、観光施設を持つ3つの桟橋（ノースピアー、セントラルピアーおよびサウスピアー）が完成し、劇場、ダンスホールが作られて観光客が殺到するようになった。

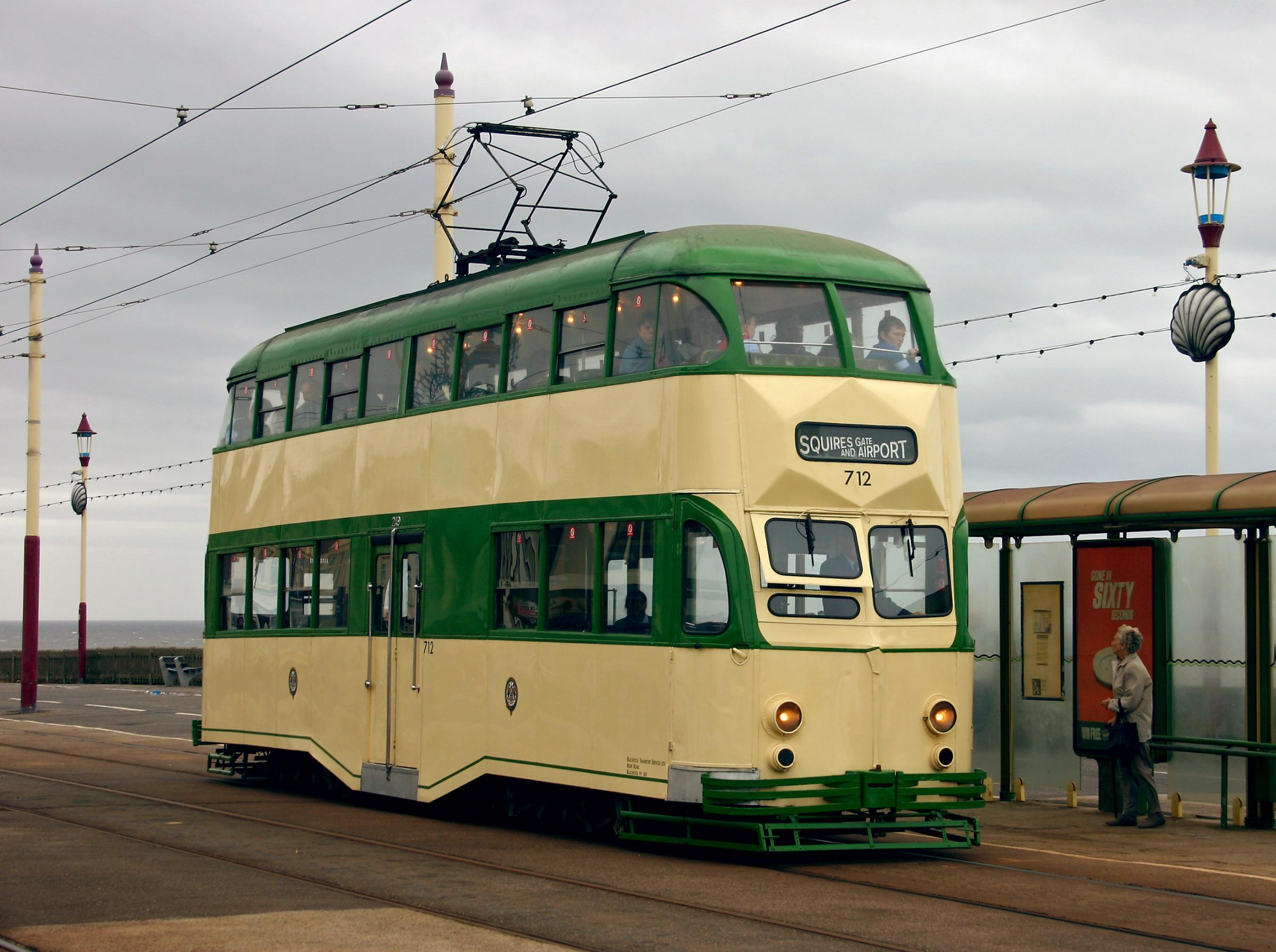
2階建の路面電車

有名な観光地は、市内を一望できるブラックプールタワーである。現在のシンボル的な存在である高さ158メートルのブラックプールタワーは、パリのエッフェル塔に刺激されて1894年に建設された。現在につながる電飾の発祥として知られる。
市内では海岸沿いに路面電車が走り、2階建の路面電車「バルーン」も運行されている。

## 文化
ウインターガーデンでは毎年5月から6月にかけて世界最高峰の社交ダンス競技会、ブラックプールダンスフェスティバルが行われる。その様子は日本映画『Shall we ダンス?』にも登場する。7月にはプロフェッショナル・ダーツ・コーポレイション (PDC) が開催するダーツ・トーナメントのワールド・マッチプレイが行われ、世界各国からダーツプレイヤーが参戦する。

## スポーツ
サッカーではブラックプールFCが、ラグビーリーグでもブラックプール・パンサーズが本拠地としている。

## 姉妹都市
- ボトロップ、ドイツ

## 出身人物
- ロイ・ハーパー - ミュージシャン
- グラハム・ナッシュ - ミュージシャン
- ロバート・スミス - ミュージシャン、ザ・キュアーのメンバー
- クリス・ロウ - ミュージシャン、ペット・ショップ・ボーイズのメンバー
- ジェスロ・タル - バンド
- ジョン・マホーニー - 俳優
- タニア・マレット（英語版） - 女優、モデル、ボンドガール。映画「007/ゴールドフィンガー」で、 シャーリー・イートンと姉妹役の妹を演じた。
- デヴィッド・シューリス - 俳優
- ダレン・マシューズ - プロレスラー
- マイケル・スミス - 化学者
- クリストファー・パッテン - 最後の香港総督
- リトル・ブーツ（英語版） - ミュージシャン
- アルフィー・ボー - 歌手
- モリーン・ノーラン - アイルランド出身のガールズグループ、ノーランズのメンバー。

## その他
- スポーツカーで有名なTVRの本社と工場があった。
- ジャガーの前身企業スワロー・サイドカー・カンパニーが1922年に創業した地。コヴェントリーに移転しSSカーズ・リミテッドと社名変更する1928年まで活動した。
- ビートルズが1965年8月1日にここでコンサートを行った。